# MTV Movie Awards 1996
La 5ª edizione degli MTV Movie Awards si è svolta l'8 giugno 1996 ai Walt Disney Studios di Burbank, California, ed è stata presentata da Ben Stiller e Janeane Garofalo.

## Performance musicali
Nel corso dello spettacolo si sono esibiti:
- Whitney Houston (Why Does It Hurt So Bad)
- Garbage (Only Happy When It Rains)
- The Fugees con Roberta Flack (Killing Me Softly with His Song)
- Adam Sandler (Mel Gibson)

## Parodie (Movie Spoofs)
Nel corso dello spettacolo sono stati parodiati:
- Twister
- Braveheart - Cuore impavido
- Ragazze a Beverly Hills
- Seven

## Vincitori e candidati
I vincitori sono indicati in grassetto.

### Miglior film (Best Movie)
- Seven, regia di David Fincher
- Apollo 13, regia di Ron Howard
- Braveheart - Cuore impavido (Braveheart), regia di Mel Gibson
- Ragazze a Beverly Hills (Clueless), regia di Amy Heckerling
- Pensieri pericolosi (Dangerous Minds), regia di John N. Smith

### Miglior performance maschile (Best Male Performance)
- Jim Carrey - Ace Ventura: missione Africa (Ace Ventura: When Nature Calls)
- Mel Gibson - Braveheart - Cuore impavido (Braveheart)
- Tom Hanks - Apollo 13
- Denzel Washington - Allarme rosso (Crimson Tide)
- Brad Pitt - L'esercito delle 12 scimmie (Twelve Monkeys)

### Miglior performance femminile (Best Female Performance)
- Alicia Silverstone - Ragazze a Beverly Hills (Clueless)
- Sandra Bullock - Un amore tutto suo (While You Were Sleeping)
- Michelle Pfeiffer - Pensieri pericolosi (Dangerous Minds)
- Susan Sarandon - Dead Man Walking - Condannato a morte (Dead Man Walking)
- Sharon Stone - Casinò (Casino)

### Attore più attraente (Most Desirable Male)
- Brad Pitt - Seven
- Antonio Banderas - Desperado
- Mel Gibson - Braveheart - Cuore impavido (Braveheart)
- Val Kilmer - Batman Forever
- Keanu Reeves - Il profumo del mosto selvatico (A Walk in the Clouds)

### Attrice più attraente (Most Desirable Female)
- Alicia Silverstone - Ragazze a Beverly Hills (Clueless)
- Sandra Bullock - Un amore tutto suo (While You Were Sleeping)
- Nicole Kidman - Batman Forever
- Demi Moore - Striptease
- Michelle Pfeiffer - Pensieri pericolosi (Dangerous Minds)

### Miglior performance rivelazione (Breakthrough Performance)
- George Clooney - Dal tramonto all'alba (From Dusk Till Dawn)
- Sean Patrick Flanery - Powder
- Natasha Henstridge - Specie mortale (Species)
- Lela Rochon - Donne (Waiting to Exhale)
- Chris Tucker - Ci vediamo venerdì (Friday)

### Miglior coppia (Best On-Screen Duo)
- Chris Farley e David Spade - Tommy Boy
- Martin Lawrence e Will Smith - Bad Boys
- Ice Cube e Chris Tucker - Ci vediamo venerdì (Friday)
- Brad Pitt e Morgan Freeman - Seven
- Tom Hanks e Tim Allen - Toy Story - Il mondo dei giocattoli (Toy Story)

### Miglior cattivo (Best Villain)
- Kevin Spacey - Seven
- Jim Carrey - Batman Forever
- Joe Pesci - Casinò (Casino)
- Tommy Lee Jones - Batman Forever
- John Travolta - Nome in codice: Broken Arrow (Broken Arrow)

### Miglior performance comica (Best Comedic Performance)
- Jim Carrey - Ace Ventura: missione Africa (Ace Ventura: When Nature Calls)
- Chris Farley - Tommy Boy
- Adam Sandler - Un tipo imprevedibile (Happy Gilmore)
- Alicia Silverstone - Ragazze a Beverly Hills (Clueless)
- Chris Tucker - Ci vediamo venerdì (Friday)

### Miglior canzone (Best Song From a Movie)
- Sittin' Up In My Room cantata da Brandy - Donne (Waiting to Exhale)
- Kiss From a Rose cantata da Seal - Batman Forever
- Gangsta's Paradise cantata da Coolio - Pensieri pericolosi (Dangerous Minds)
- Exhale (Shoop Shoop) cantata da Whitney Houston - Donne (Waiting to Exhale)
- Hold Me, Thrill Me, Kiss Me, Kill Me cantata da U2 - Batman Forever

### Miglior bacio (Best Kiss)
- Natasha Henstridge e Matthew Ashford - Specie mortale (Species)
- Antonio Banderas e Salma Hayek - Desperado
- Sophie Okonedo e Jim Carrey - Ace Ventura: missione Africa (Ace Ventura: When Nature Calls)
- Winona Ryder e Dermot Mulroney - Gli anni dei ricordi (How to Make an American Quilt)
- Aitiana Sanchez-Gijon e Keanu Reeves - Il profumo del mosto selvatico (A Walk in the Clouds)

### Miglior sequenza d'azione (Best Action Sequence)
- La prima battaglia in cui gli scozzesi sconfiggono gli inglesi - Braveheart - Cuore impavido (Braveheart)
- La sparatoria nell'hangar degli aeroplani - Bad Boys
- La sparatoria e l'esplosione sotterranea - Nome in codice: Broken Arrow (Broken Arrow)
- La corsa in metropolitana con esplosione e deragliamento - Die Hard - Duri a morire (Die Hard: With a Vengeance)

### Miglior combattimento (Best Fight)
- Adam Sandler e Bob Barker - Un tipo imprevedibile (Happy Gilmore)
- John Travolta e Christian Slater - Nome in codice: Broken Arrow (Broken Arrow)
- Pierce Brosnan e Famke Janssen - Agente 007 - GoldenEye (GoldenEye)
- Jackie Chan - Terremoto nel Bronx (Hung faan aau)

### Miglior sandwich (Best Sandwich in a Movie)
- Ham & Cheese Sandwich - Smoke
- Turkey Club Sandwich - Four Rooms
- Submarine Sandwich With Tomatoes & Provolone - Agente 007 - GoldenEye (GoldenEye)

### Miglior nuovo film-maker (Best New Filmmaker Award)
- Wes Anderson

### Premio alla Carriera (Lifetime Achievement Award)
- Godzilla